# Jeanne Lanvin
Jeanne-Marie Lanvin (ur. 1 stycznia 1867 w Paryżu, zm. 6 lipca 1946 w Paryżu) – francuska projektantka mody, założycielka domu mody sygnowanego jej imieniem i nazwiskiem.

## Życiorys
Urodziła się 1 stycznia 1867 w Paryżu jako córka dziennikarza Bernarda-Constanta Lanvina i Sophie White, najstarsza z 11 dzieci. Żyła w skrajnej nędzy, mimo wsparcia przyjaciela rodziny, Victora Hugo. 13-letnia Lanvin przez sytuację ekonomiczną w domu była zmuszona pójść do pracy u krawcowej. Początkowo była traktowana jako tzw. dziewczyna na posyłki, lecz z czasem awansowała na stanowisko modystki, a następnie asystentki krawcowej. 
W 1889 roku — mając 22 lata — otworzyła własną pracownię kapeluszy przy Rue de Faubourge St. Honore. 
W 1895 roku Jeanne poślubiła włoskiego szlachcica Emilio Georgesa Henriego Di Pietro. Dwa lata później urodziła córkę Marguerite Marie-Blanche di Pietro, która stała się jej inspiracja i muzą. Widoczne jest między innymi w logo marki, gdzie dwie postaci matka i córka trzymają się za ręce autorstwa francuskiego ilustratora Paula Iribe. Logotyp powstał na podstawie fotografii ukazującej Lanvin z małą Marguerite podczas imprezy przebieranej w 1907 roku, gdzie obie panie były ubrane w podobne stroje.

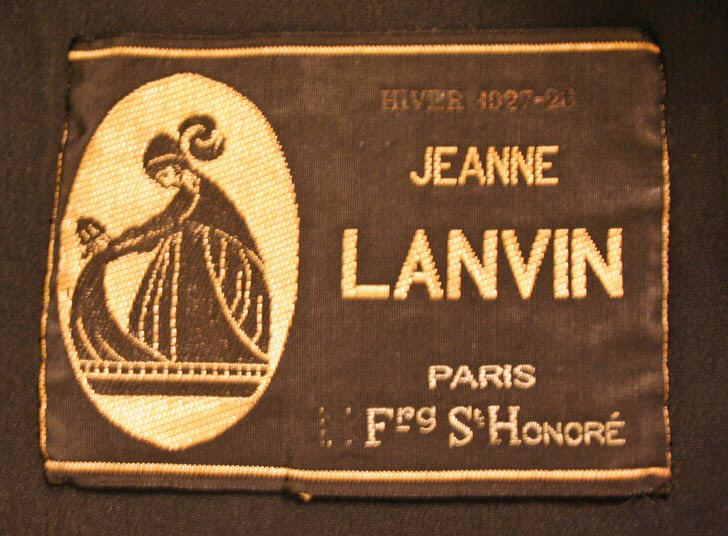
Widoczny logotyp domu mody Lanvin na metce (1979).

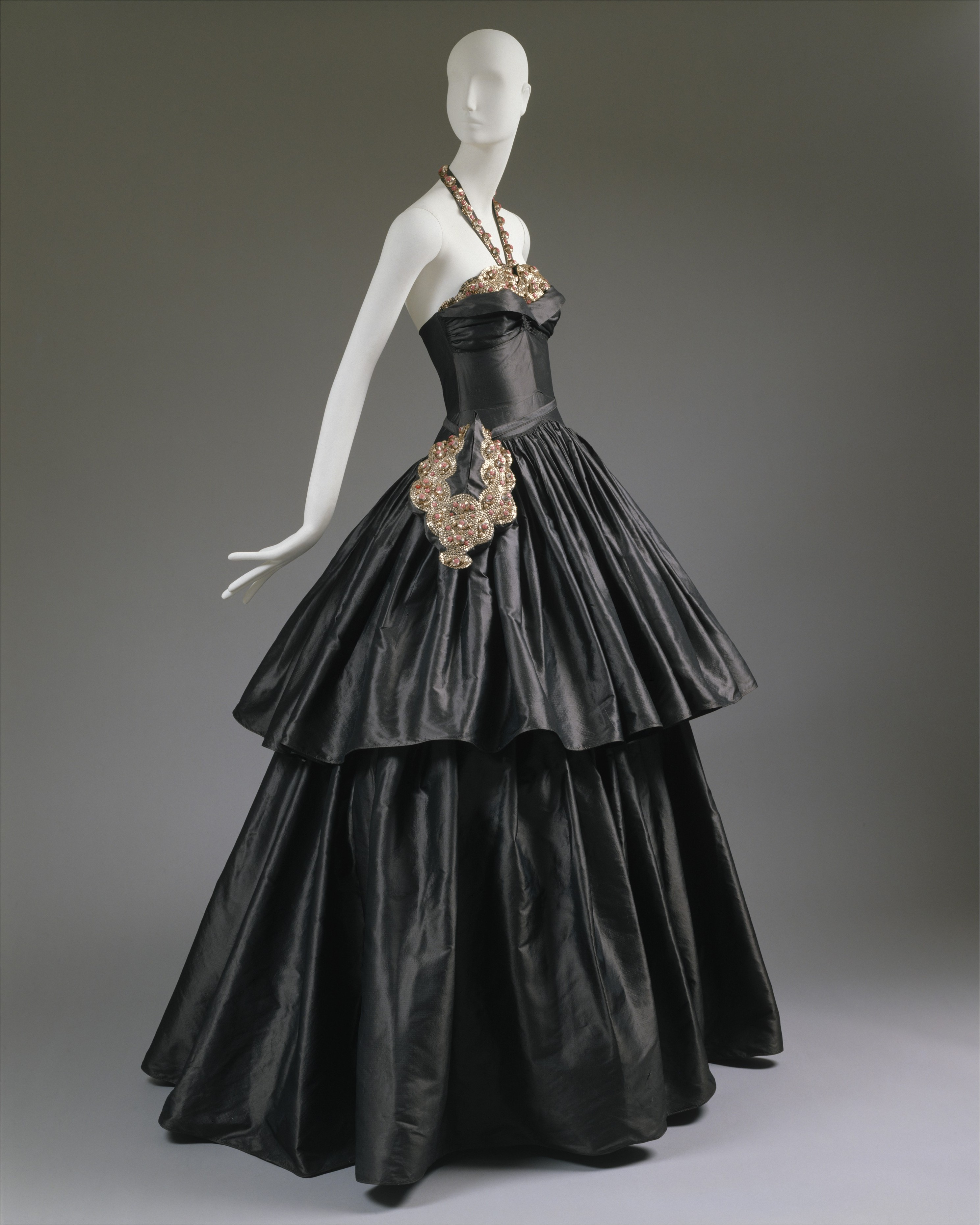
Suknia Cyclone z 1940 roku projektu Jeanne Lanvin powstała dla jej córki Marie-Blanche, hrabiny Jean de Polignac.

W 1909 roku powstaje dom mody Lanvin, oferujący ubrania dla kobiet, które charakteryzowały się prostotą, elegancją, a zarazem bogatym zdobieniem w postaci wstążek, naszywanych aplikacji oraz haftów. Znakiem rozpoznawczym domu mody Lanvin było wykorzystanie odcienia niebieskiego nazywanego Lanvin Blue, który powstał z inspiracji Jeanne freskiem Zwiastowanie autorstwa Fra Angelico. 
Historycy mody podkreślają, że Lanvin nie należała do projektantek awangardowych, jednak zrywała z minimalizmem, który był wówczas modny, za sprawą kreacji Coco Chanel. 
W 1908 roku powstała pierwsza kolekcja domu mody Lanvin dla dzieci, a rok później dla matek i córek. W 1927 odbyła się premiera debiutanckiego zapachu perfum Arpège, który powstał z inspiracji Jeanne Lanvin podczas słuchania nauki gry na pianinie swojej córki. 
Jeanne Lanvin zmarła w 1946 roku. Dom mody odziedziczyła wówczas jej córka Marguerite Marie-Blanche Polignac.